# Jean Graton
Jean Graton, född 10 augusti 1923 i Nantes, Frankrike, död 21 januari 2021 i Bryssel, Belgien, var en fransk serieskapare, karakteriserad av sina motorsportsserier – framför allt Michel Vaillant – och realistiska teckningar.
Graton föddes i Nantes 1923 och flyttade till Bryssel 1947 för att arbeta som animatör i reklambranschen. 1952 inledde han sin karriär som serietecknare på tidningen Spirou. Redan påföljande år bytte han förlag till Le Lombard och tidningen Tintin, där han fick möjlighet att verka som både tecknare och manusförfattare.
För Tintin kom Graton framförallt att skapa sport- och motorserier, varav den utan konkurrens mest framgångsrika kom att bli Formel 1-serien Michel Vaillant, vilken han kom att fortsätta med fram till sin pensionering. Bland hans övriga serier märks framförallt Julie Wood, som gick upp i Michel Vaillant, och den på svenska inte utgivna Les Labourdet, med manus av hustrun Francine Graton.
För sitt arbete med som serieskapare blev han bland annat utnämnd riddare av den belgiska Leopoldsorden.

## Serier (i urval)
- Michel Vaillant (70 album, 1959-2007)
- Julie Wood (8 album, 1976-1980)
- Les Labourdet (9 album, 1967-2008)